# Bhagirathpur
Bhagirathpur är en ort i Indien.   Den ligger i distriktet Madhubani och delstaten Bihar, i den nordöstra delen av landet, 900 km öster om huvudstaden New Delhi. Bhagirathpur ligger 30 meter över havet och antalet invånare är 3 500.
Terrängen runt Bhagirathpur är huvudsakligen mycket platt. Bhagirathpur ligger nere i en dal. Runt Bhagirathpur är det mycket tätbefolkat, med 2 181 invånare per kvadratkilometer. Närmaste större samhälle är Pandaul, 2,3 km sydost om Bhagirathpur. Trakten runt Bhagirathpur består till största delen av jordbruksmark.